# Kide
Kide (Chidea) Romániában, Kolozs megyében, a Dobokai-dombvidéken, a Borsa-patak mellékvölgyében található, a Dobokai-dombvidék egyetlen mindmáig magyar többségű faluja, Kolozsvártól északra mintegy 30 km-re.

## Története
A kora középkori magyar alapítású falut Bádokkal és Csomafájával együtt a dobokai vár őrizetét ellátó katonák lakták, így lakosainak többsége nemesi kiváltságokkal rendelkezett. Jellegzetessége, hogy a kicsiny faluban négy vallás temploma is megtalálható (katolikus, református, unitárius, és a hajdani görögkatolikus, ma ortodox fatemplom). A település egykor lényegesen népesebb volt, 1850-ben több mint 700 lakójával szűkebb környezete legnagyobb településének számított. Az első világháború alatt a falu katolikus plébánosa Nyirő József, a későbbi népszerű író volt. A lakosság fogyatkozása az 1950-es évektől gyorsult fel a település jövője szempontjából igen-igen aggasztó mértékben, ma a lakók száma mintegy 160 fő, néhány kivétellel magyarok.
Itt született Kovács András (1925-2017) Kossuth-díjas és kétszeres Balázs Béla-díjas magyar filmrendező.

## Látnivalók
- A falu templomai közül műemléki szempontból egyértelműen a legértékesebb a 13. században épült egyenes záródású szentélyű mai református templom, amely csaknem teljesen megőrizte eredeti formáját. A templom különös értéke a kidei Sipos Dávid által faragott szószék, de szép munka a 18. századi, de csak 1837-ben felszentelt katolikus templom szintén Sipos Dávid által faragott kő szószéke is. Ez utóbbit Nyirő József szállíttatta át a lebontott báboci templomból.
- A faluba látogatva feltétlenül érdemes megtekinteni a tájházat is.
- Unitárius templom
- Szent György ortodox fatemplom[2]

## Galéria

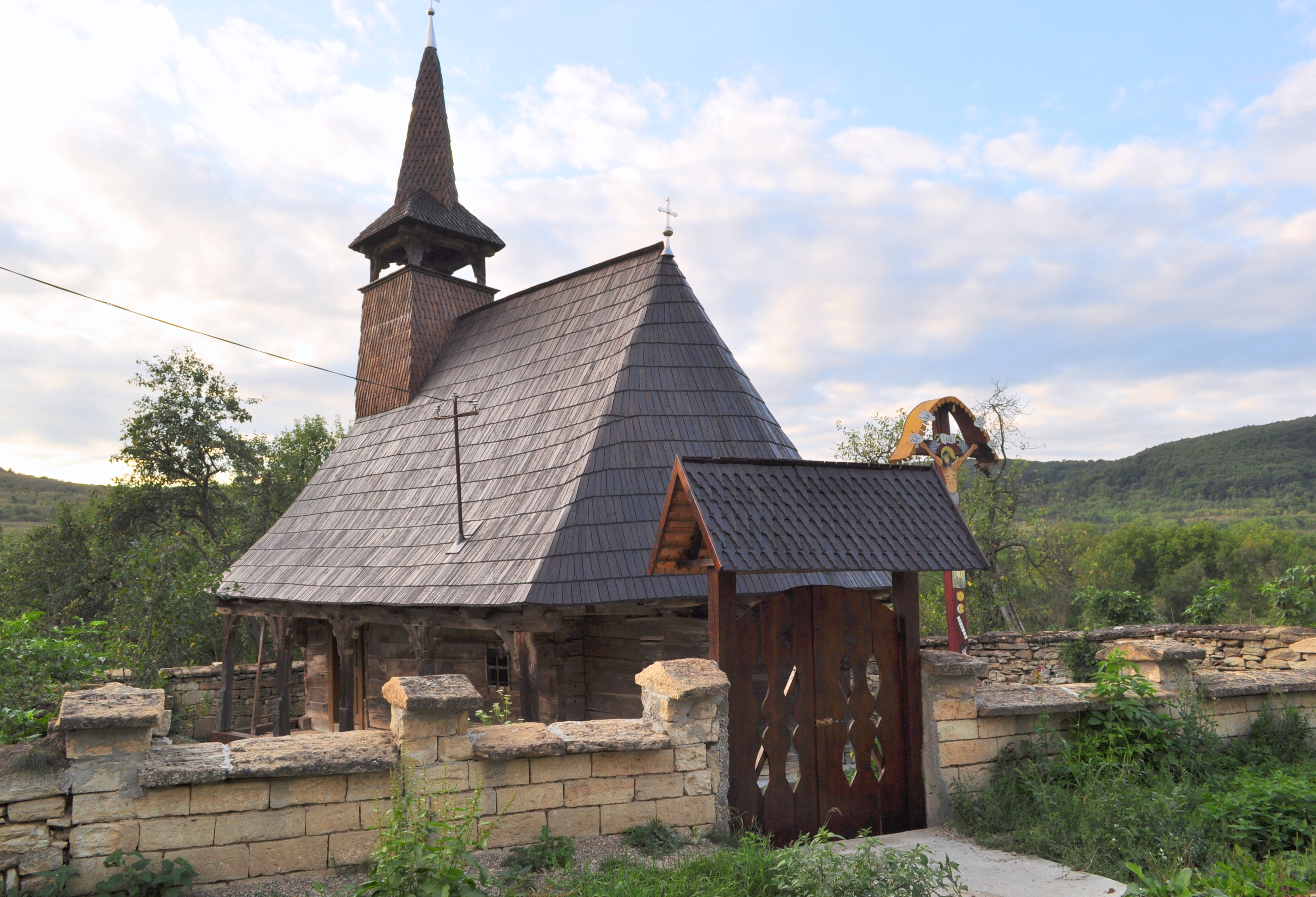
Fatemplom, melyet Szent György tiszteletére ajánlottak
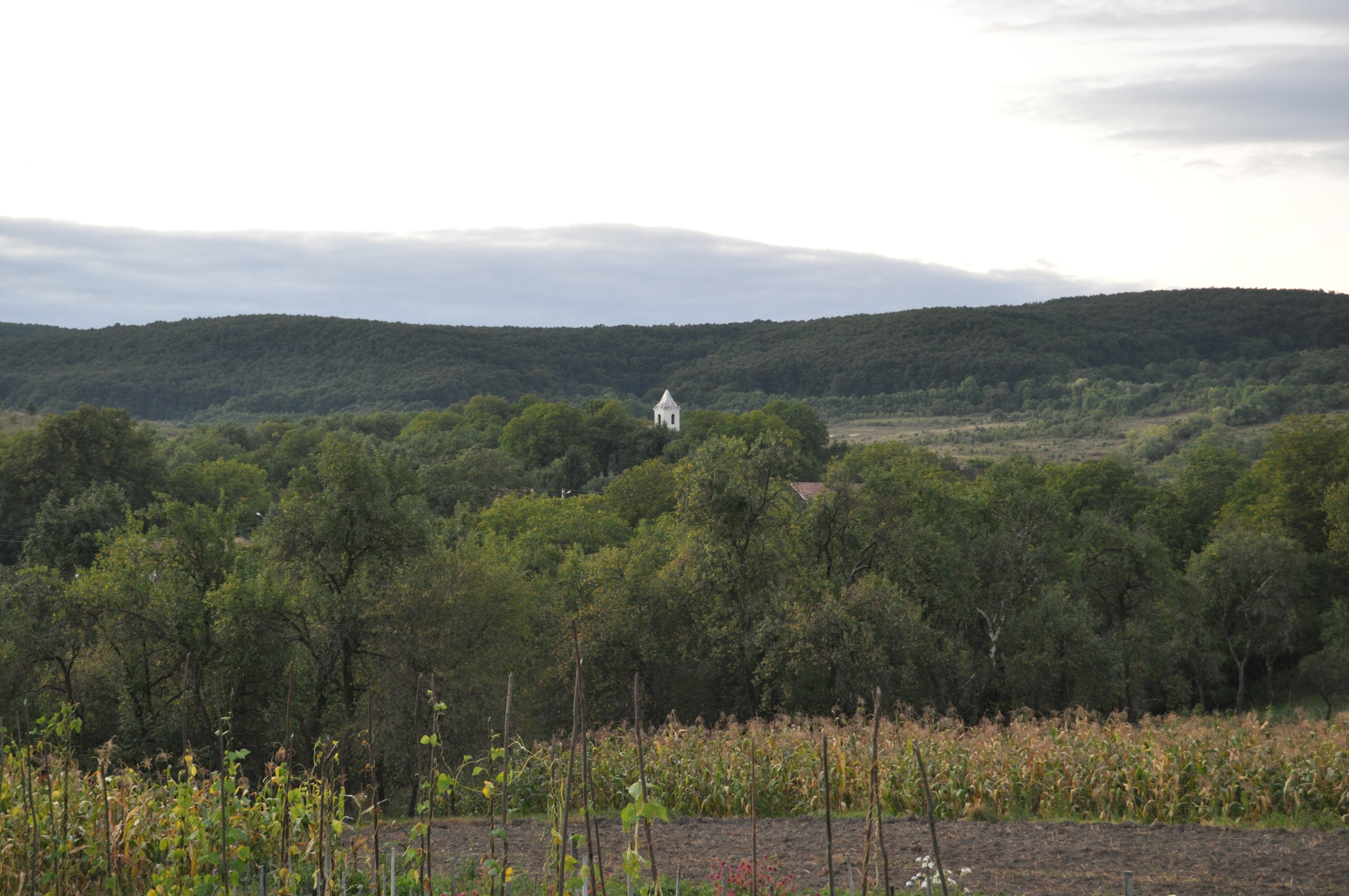
A település környéke az unitárius templom tornyával
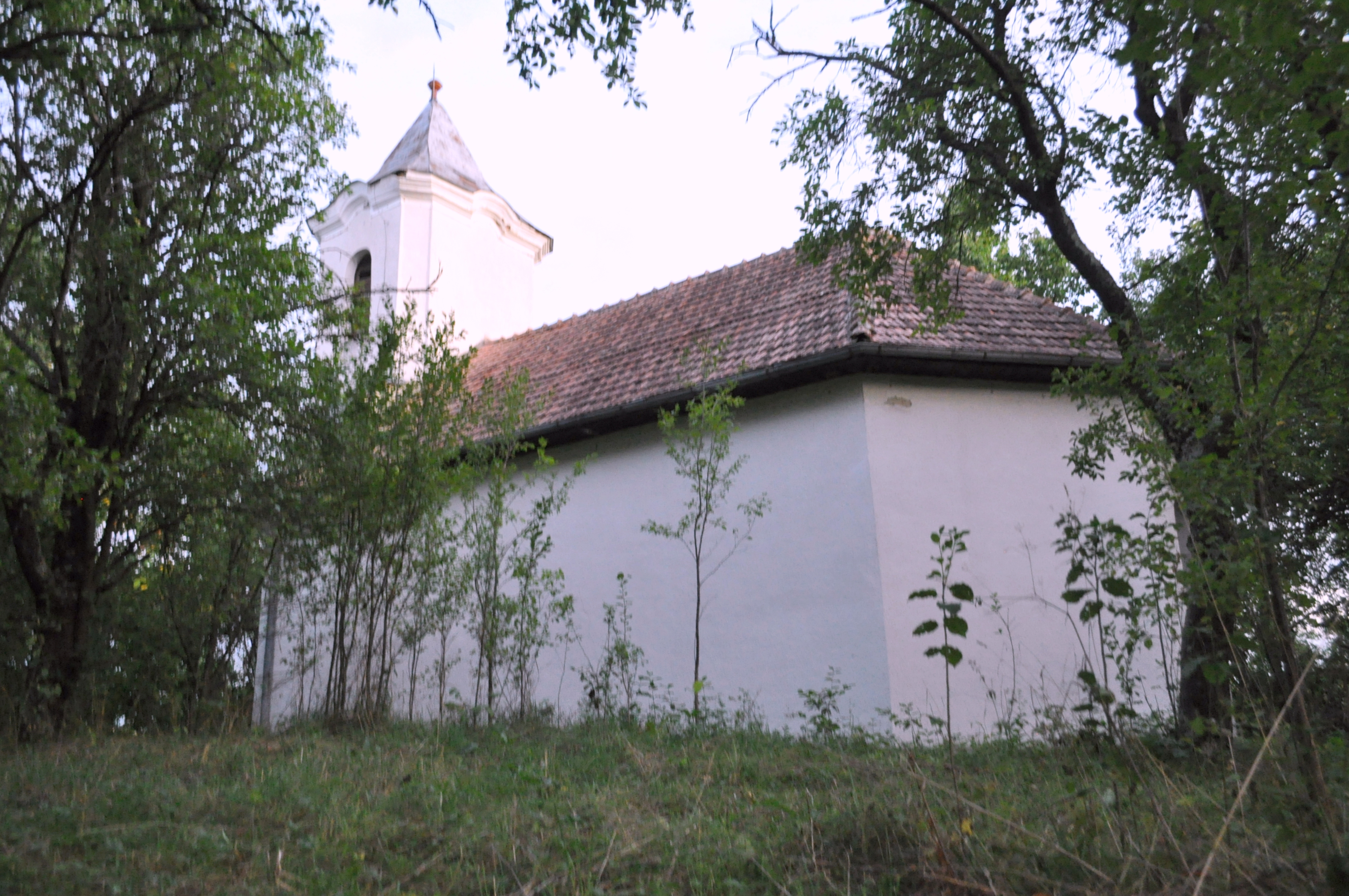
Unitárius templom